# San Giorgio Albanese
San Giorgio Albanese község (comune) Olaszország Calabria régiójában, Cosenza megyében.

## Fekvése
A megye központi részén fekszik. Határai: Acri, Corigliano Calabro, San Cosmo Albanese és Vaccarizzo Albanese.

## Története
A települést a 15-16. században alapították Calabriában megtelepedő albánok, akiket a törökök űztek el országukból.

## Népessége
A népesség számának alakulása:

## Főbb látnivalói
- Palazzo Dramis
- Palazzo Tocci
- San Giorgio Megalomartire-templom
- Esaltazione della Santa Croce-templom